# Tibors de Sarenom
Tibors de Sarenom, également connue comme Thiburge II ou Tiburge II d'Orange (vers 1130 – après 1198), était une poétesse occitane, l'une des premières trobairitz attestées, active durant la période classique de la littérature occitane médiévale. Elle portait le titre de comtesse d'Orange.

## Biographie et œuvre
Tibors est l'une des huit trobairitz avec vidas, courtes biographies occitanes, souvent plus hypothétiques que factuelles. La recherche sur l'identification de la poétesse Tibors elle-même avec un individu enregistré indépendamment est entravée par la popularité de son nom en Occitanie au cours de la période de sa vie.
Tibors est la fille de Guilhem d'Aumelas et Thiburge d'Orange, qui amena à son mari le château de Sarenom, probablement Sérignan-du-Comtat en Provence ou peut-être Sérignan dans le Roussillon. Tibors et Guilhem ont eu deux filles, toutes deux nommées Tibors, du nom de leur mère. Il est possible mais peu probable que Tibors d'Aurenga ait été elle-même trobairitz. Puisqu'elle s'est mariée en 1129 ou 1130 et que ses filles se sont mariées en 1150, il est peu probable qu'elles soient nées longtemps après.
Raimbaut d'Orange, le célèbre troubadour, était un fils cadet du couple de Guilhem et Tibors et donc un frère cadet des deux sœurs Tibors. En 1150, l'aînée des Tibors mourut et laissa par testament Raimbaut, alors mineur, sous la tutelle de sa fille aînée et de son gendre, le second mari de la trobairitz, Bertran dels Baus. La sœur cadette, Tiburgette, a reçu un cadeau de mariage de leur père cette année-là (1150). Dans le testament de son père, Guilhem, Tibors est appelée « autre Tiburge », tandis que sa sœur cadette est privilégiée.
En 1150 (ou 1155 si la datation du testament de Tibors d'Aurenga est incorrecte), Goufroy de Mornas, le premier mari de Tibors, était déjà décédé. Elle n'a pas eu d'enfants enregistrés avec lui, mais avec Bertrand, elle a eu trois fils : Uc, père de Barral de Marseille, Bertran, père de Raimon, et Guilhem, également troubadour.
Tibors serait décédée peu après son mari (1180) en 1181 ou 1182, mais un document de son fils Uc daté du 13 août 1198 fait référence aux « conseils de sa mère Tibors ».

## Mariage et descendance
Elle épouse en premières noces Gaufred de Mornas, puis en secondes noces, Bertrand des Baux, lui apportant le titre de prince d'Orange qu'elle a hérité de sa mère lors de son second mariage en 1173.
De ce second mariage avec la Maison de Baux, naquirent trois enfants :
- Hugues III (1173-1240), seigneur des Baux, vicomte de Marseille ;
- Bertrand († 1201), seigneur de Meyrargues et Puyricard ;
- Guillaume Ier (1155-1218), prince d’Orange.